# Bundesautobahn 65
Pour les articles homonymes, voir A65.
La Bundesautobahn 65 (ou BAB 65, A65 ou Autobahn 65) est une autoroute mesurant 60 kilomètres.